# Gombojab Tsybikov

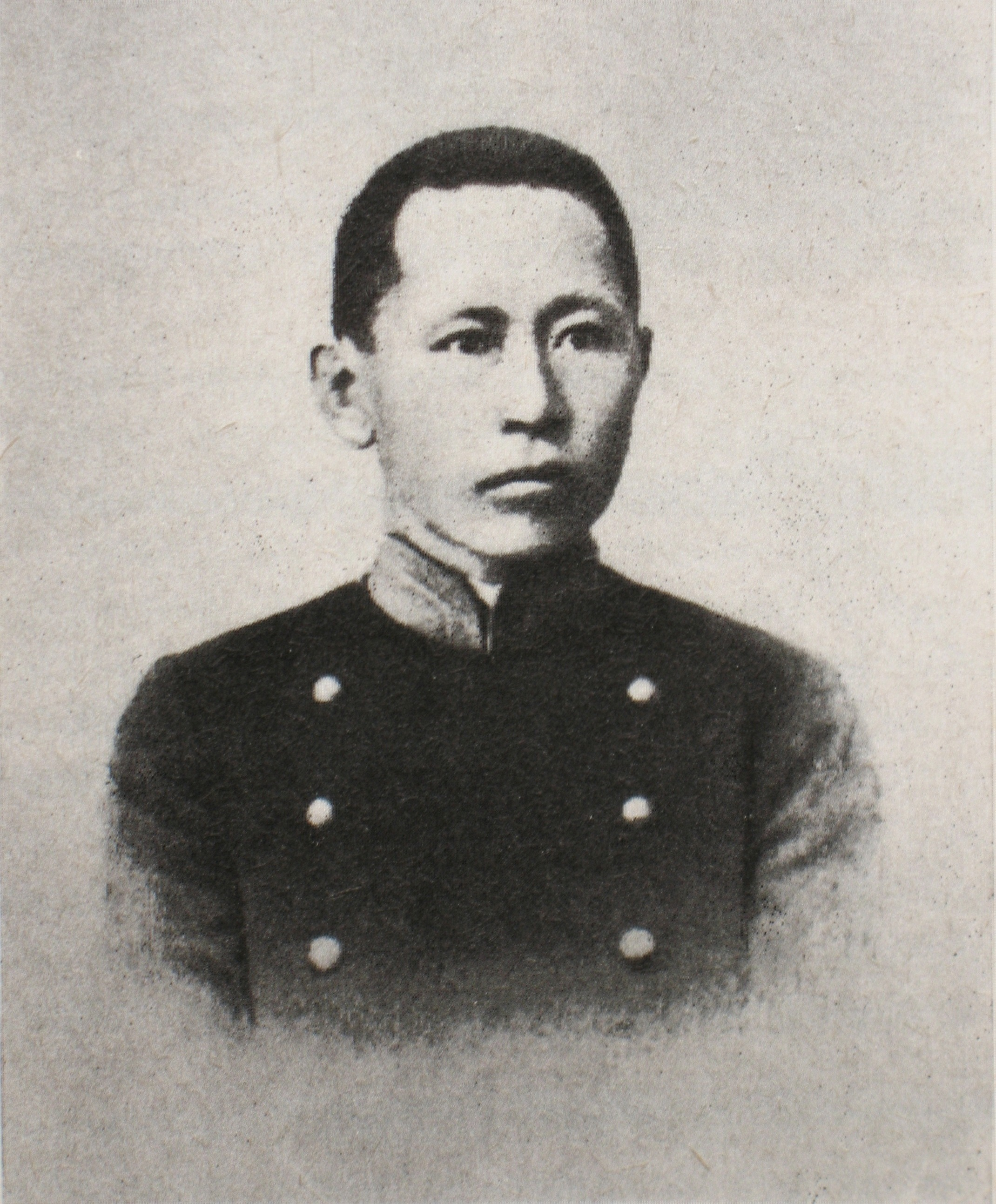
Gombojab Tsybikov

Gombojab Tsybikov (Russisch: Гомбожа́б Цэ́бекович Цы́биков; Mongools: Цэвэгийн Гомбожав) (Oerdo-Aga (Transbaikal), 20 april 1873 - Aginskoje, 20 september 1930), ook wel Gombozjab Tsebekovitsj Tsybikoff, achternaam ook naar zijn vader Montoejev, was een Russisch ontdekkingsreiziger, tibetoloog, sociaal antropoloog in boeddhologie, onderwijzer en staatsman in Siberië en Mongolië. Hij is de eerste fotograaf van Tibet, inclusief de hoofdstad Lhasa.

## Levensloop
Gombojab Tsybikov werd geboren in een Boerjatische, Tibetaans boeddhistische familie. Zijn vader Tsebek Montoejev studeerde Mongools en Tibetaans en was een regionaal bestuurder. Zelf begon hij in het midden van de jaren '90 aan een studie Geneeskunde aan de Staatsuniversiteit van Tomsk, maar stapte tijdens de studie over naar Universiteit van Sint-Petersburg waar hij Oriëntalistiek ging studeren. Als voorbereiding op de studie ging hij enige tijd in Ulaanbaatar in Mongolië wonen, waar hij Chinese talen en Mongools studeerde aan de Boerjatenschool van Pjotr Badmajev.

## Lhasa
Nadat hij slaagde, vertrok Gombojab Tsybikov naar Lhasa, in een groep Boerjaatse en Kalmukse pelgrims, die een bedevaart in Tibet maakten. Hij gebruikte de ervaring van Britse onderzoekers zoals Nain Singh, om bepaalde notities of materiaal te verbergen. Tussen 1901-2 was hij samen met Ovsje Norzoenov in Tibet, waar hij in het geheim meer dan 200 foto's maakte. Dit werden de eerste foto's uit de geschiedenis van Lhasa.
Ze stuurden de foto's op naar National Geographic Magazine, waarin een groot aantal door toeval werden geplaatst in de editie van januari 1905. De publicatie van de foto's betekende de belangrijkste omslag voor het magazine in de honderd jaar erop, waar in het vervolg nadrukkelijk meer plaats kwam voor artikelen over onbekende gebieden die begeleid werden met fotoreportages.

## Reisgidsen
Tsybikovs reisgids werd in het Russisch uitgegeven in 1919, 1981 en 1991 en vertaald in onder andere Frans, Pools en Tsjechisch met veel vertalingen uit het Tibetaans van de geschiedenis van Tibet. Hij vertaalde verschillende geschriften, zoals Lamrim Chenmo van Tsongkhapa en hij was professor Tibetaans aan de Staatsuniversiteit van Vladivostok.